# Josep Masdéu i Puigdemasa
Josep Masdéu i Puigdemasa   (Barcelona, 25 de setembre de 1852 - 29 de novembre de 1930) va ser un mestre d'obres català.

## Biografia
Va néixer al carrer de Petritxol de Barcelona, fill de Pere Masdeú i Masdéu, de Batet, i de Josefa Puigdemasa i Casanova, de Tuixent.
Va obtenir el títol d'arquitecte l'any 1872. A Barcelona fou autor d'edificis com el mirador de les Cotxeres de Can Girona (1901), Casa Joan Llimona a l'avinguda del Tibidabo, 73 (1906), la Casa Anita Rodés (1908), la Villa Consol (1911), la Casa de César Doncel (1912), la Casa Ramis (1912), Casa Josep Sabadell (1918), Can Sala (1919) i la Casa Julià (1920).
A Cardedeu fou autor de Can Llibre (1912), edifici renovat d'una construcció de l'any 1644, al carrrer del Doctor Ferran, 1.
A Igualada fou autor de la casa Josep Albereda, situada a la Rambla General Vives, 39. És un edifici entre mitgeres de planta baixa més tres pisos, edificada entre 1908 i 1910. La façana imita un encoixinat, amb trencaaigües rematats amb mènsules esculpides. El pis principal té balcó corregut, i hi ha una capelleta entre els dos portals. A Igualada també projectà el gener de 1912 un edifici al Passeig Verdaguer 100, desaparegut l'any 1976, promogut per Josep Vidal i Carulla.
A Terrassa fou autor de la reforma de la Casa Mercè Pous (1915).
A Sant Vicenç dels Horts se li atribueix el Casal Turó (1922) i Can Comamala (1922).
Va morir el 29 de novembre de 1930 a l'edat de 79 anys. La casa mortuòria s'instal·là al carrer Canuda, 13, 3r 1a, i les seves despulles anaren a l'església parroquial de Santa Anna, i d'allí al Cementiri Nou.

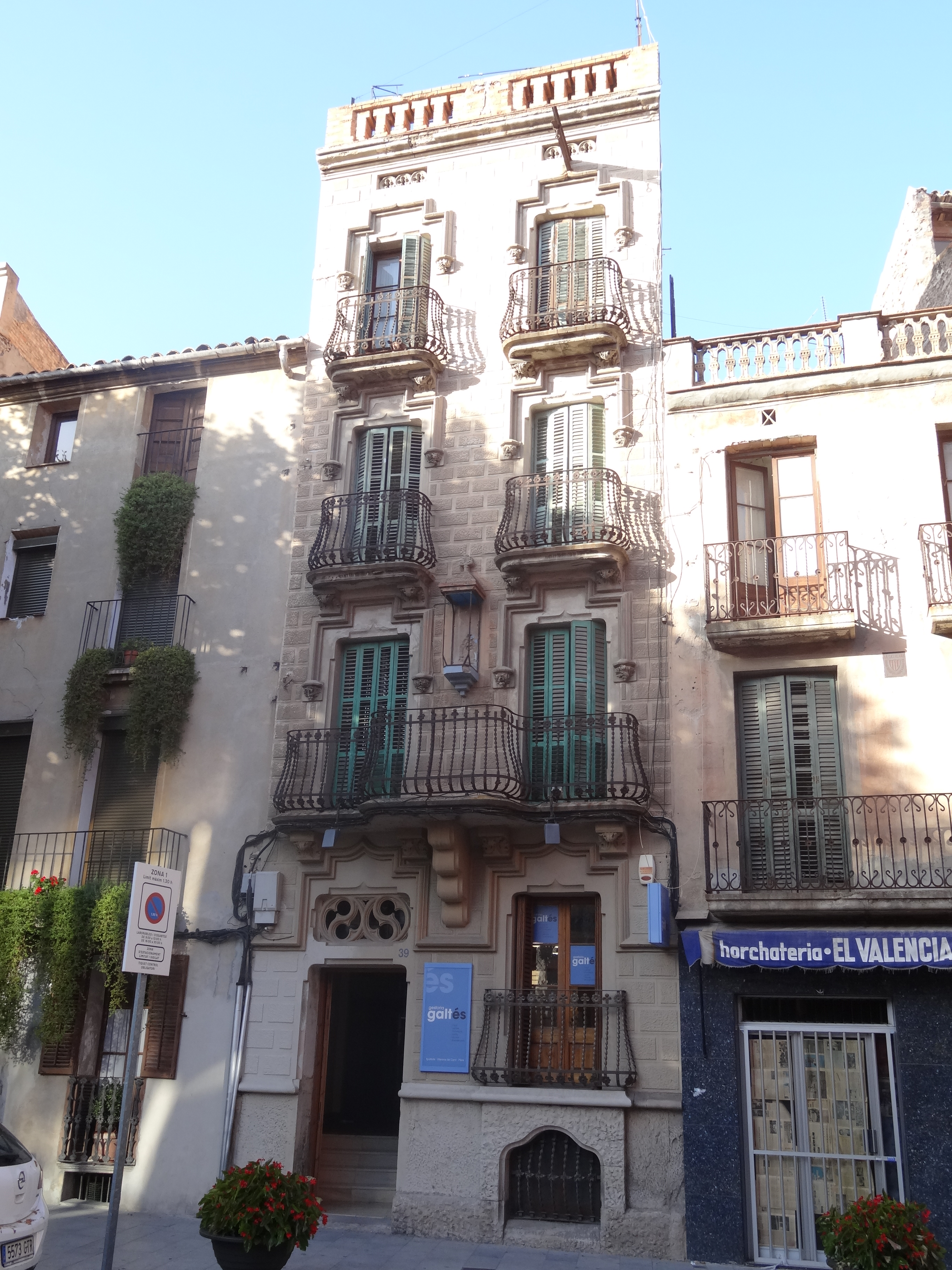
Casa Josep Albereda (Igualada, 1910)
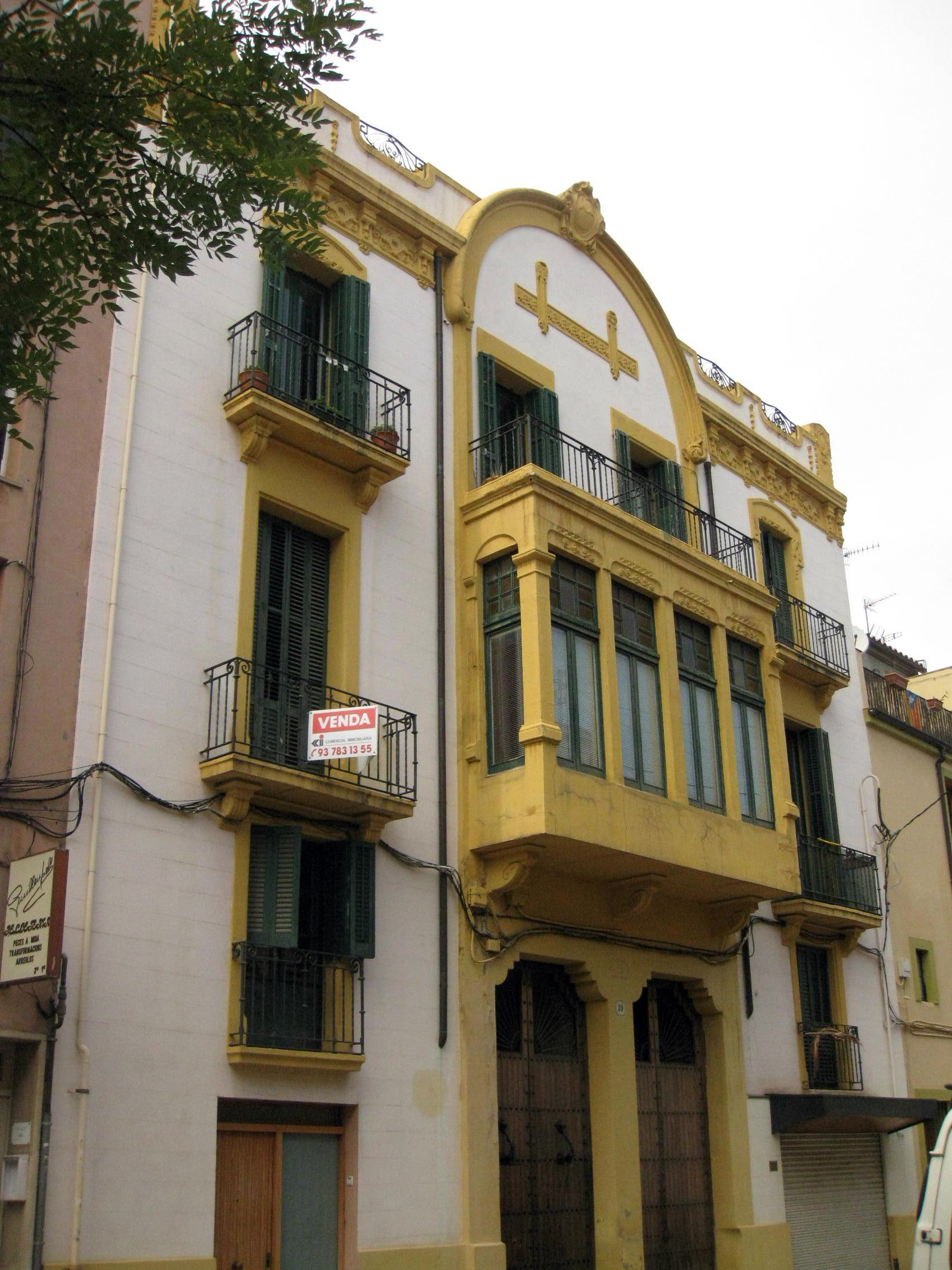
Casa Pous Cunill (Terrassa, 1915)
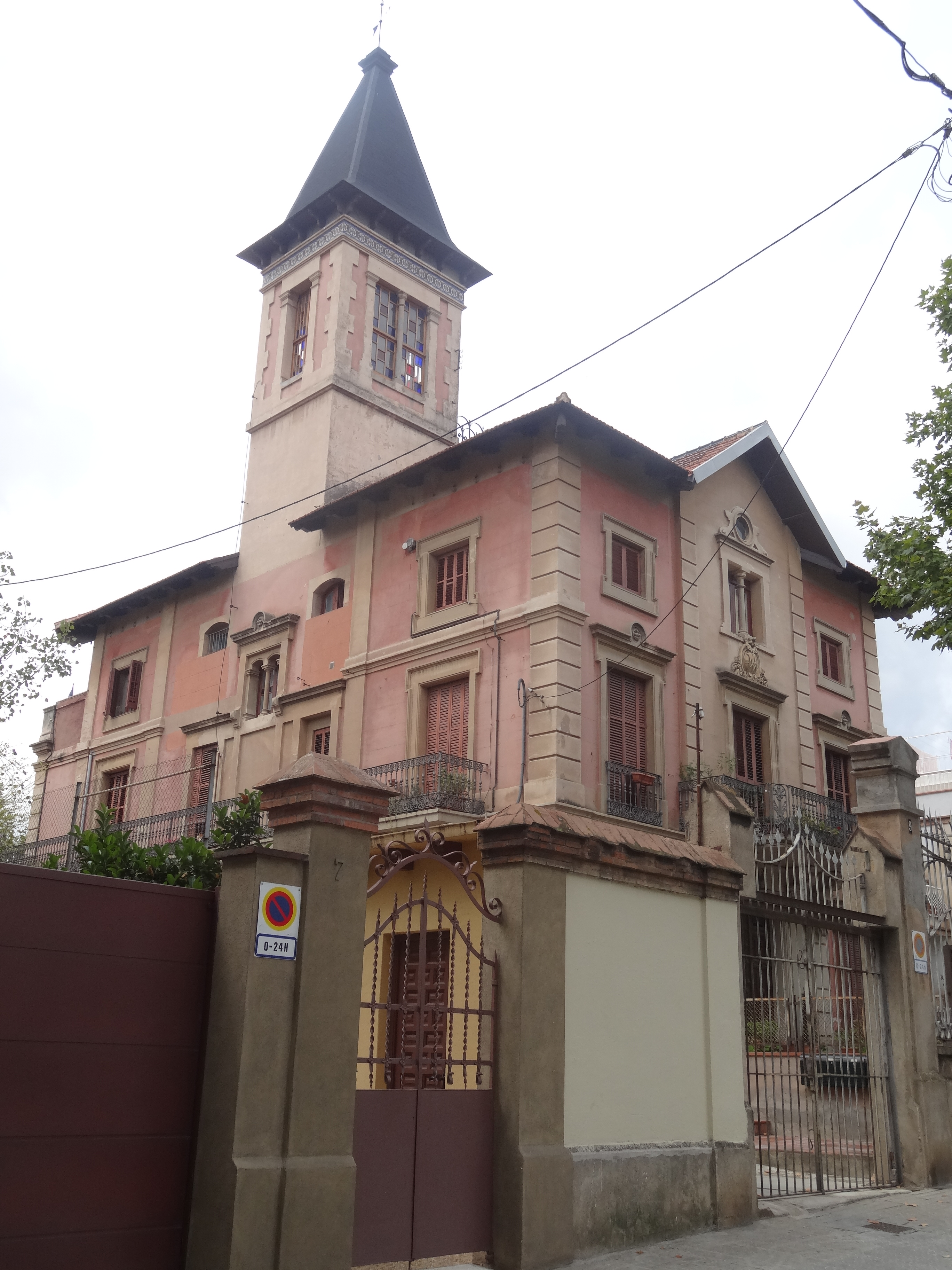
Can Sala (Barcelona, 1919)
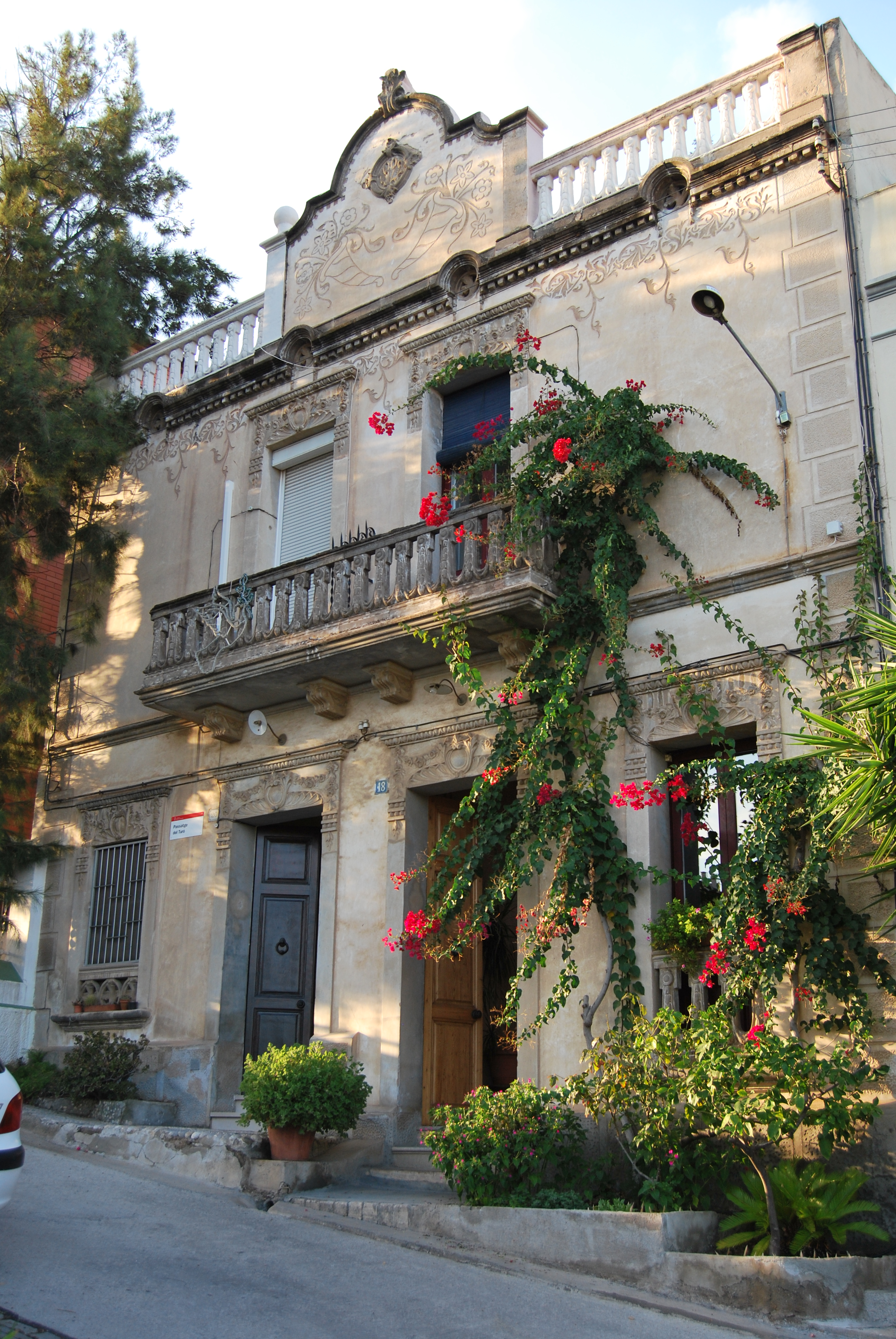
Casal Turó (Sant Vicenç dels Horts, 1922)
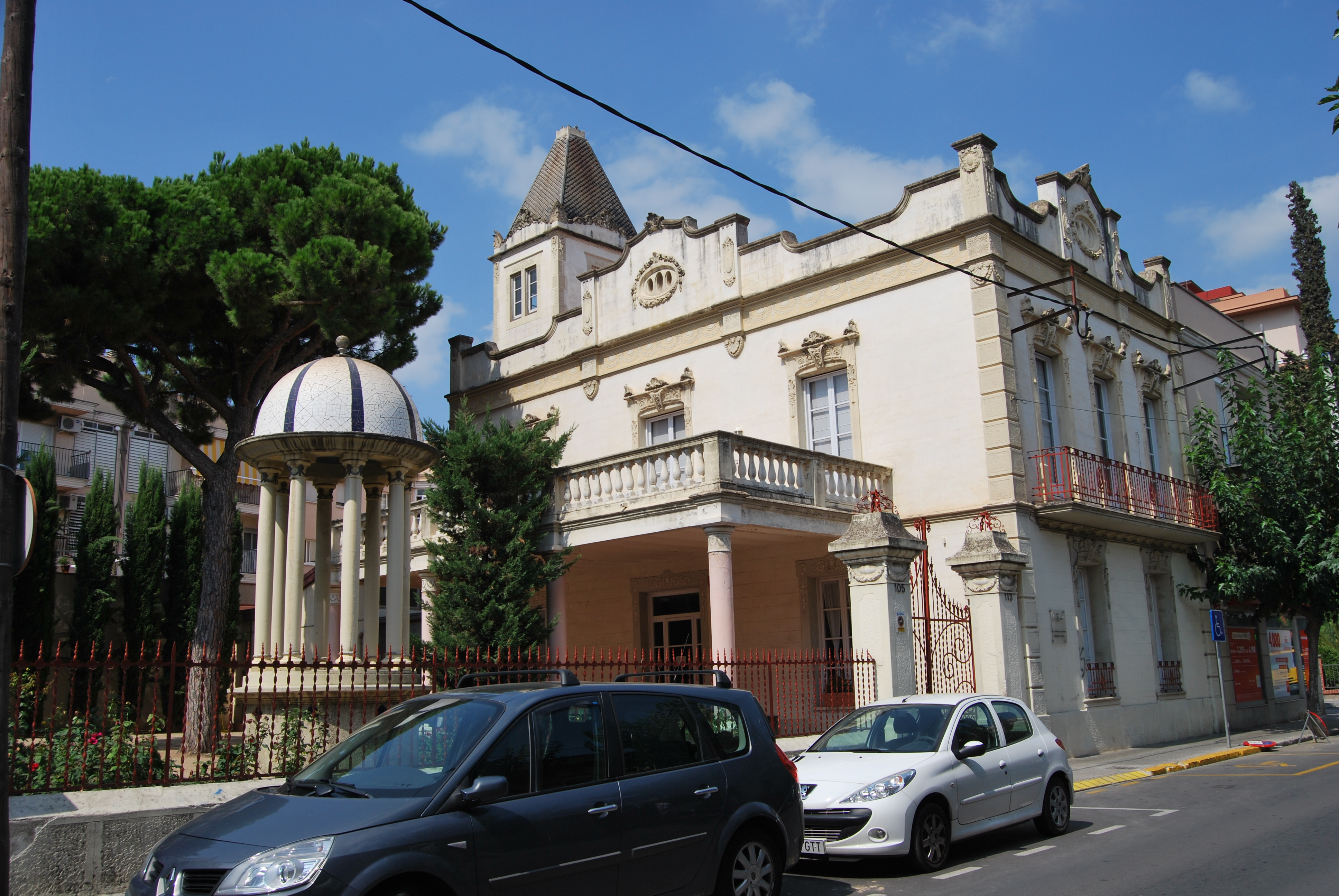
Can Comamala (Sant Vicenç dels Horts, 1922)

## Blbliografia
- Llacuna i Ortínez, Pau «El modernisme a Igualada». Miscellanea Aqualatensia, 3, 1983, pàg. 247-288.